# Raymordella
Raymordella is een geslacht van kevers uit de familie spartelkevers (Mordellidae).
Het geslacht is voor het eerst wetenschappelijk beschreven in 1956 door Franciscolo.

## Soorten
Het geslacht omvat de volgende soorten:
- Raymordella adusta Franciscolo, 1967
- Raymordella ambigua Franciscolo, 1956
- Raymordella transversalis Franciscolo, 1967
- Raymordella xanthosoma Franciscolo, 1967